# Vooronderhandelingen
Vooronderhandelingen zijn alle daden die erop gericht zijn om partijen (meestal staten) die vijandig tegenover elkaar staan te bewegen om met elkaar echte onderhandelingen te beginnen. Vooronderhandelingen beginnen als een partij bij grote onderlinge verschillen baat ziet in overleg en dat duidelijk maakt; ze eindigen als de daadwerkelijke onderhandelingen beginnen (dan zijn de vooronderhandelingen gelukt) of als een betrokken partij geen onderhandelingen wenst (dan zijn de vooronderhandelingen mislukt).
Bij vooronderhandelingen is de vijandige sfeer groot, maar men is wellicht bereid te gaan onderhandelen. Vooronderhandelingen kunnen heel lang duren, vaak langer dan de uiteindelijke onderhandelingen.
Vooronderhandelingen spelen zich vaak buiten het zichtveld van het publiek af. Ze zijn weinig gestructureerd en hebben een open einde. Willen vooronderhandelingen slagen, dan moeten er vier zaken gebeuren: het probleem en de uiteenlopende visies van de partijen daarop moeten besproken worden, de onderlinge complexe verhoudingen (en de vraag hoe de partijen met elkaar en elkaars belangen omgaan) moeten aan de orde worden gesteld, alle partijen moeten overgehaald worden dat ze het probleem willen oplossen en de doelstellingen, agenda en procedure van de concrete onderhandelingen moeten worden afgesproken.
Vooronderhandelingen hebben belangrijke binnenlandse gevolgen: als een staat met een vijandige staat wil onderhandelen (en dus een nieuwe fase van het conflict ingaat), moet ook de eigen bevolking van de noodzaak daarvan overtuigd worden.